# Dignitas
Dignitas was een van de deugden die door de antieke Romeinse maatschappij bijzonder werden gewaardeerd, samen met pietas, gravitas en virtus. 
Het is etymologisch afgeleid van het Latijnse woord voor prestige of charisma, en heeft betrekking op waardigheid. Dignitas werd beschouwd als de som van de invloed die een mannelijke burger gedurende zijn hele leven verwierf. Bij het afwegen van de waardigheid van een bepaald individu moest rekening worden gehouden met factoren zoals persoonlijke reputatie, morele status en ethische waarde, evenals het recht van de man op respect en een juiste behandeling.